# Here We Go Magic
Here We Go Magic est un groupe de rock indépendant américain, originaire de Brooklyn, l'un des cinq arrondissements de New York. Il est formé en 2008 par le chanteur Luke Temple. Kristina Lieberson quitte la formation pour fonder le groupe TEEN.

## Biographie

### Here We Go Magic(2009)
Après avoir publié deux albums folk sous son propre nom dans les années 2000. Luke Temple publie l'album Here We Go Magic en février 2009 au label Western Vinyl, bien accueilli par Pitchfork,. Temple enregistre l'album chez lui sur un enregistreur quatre têtes. L'album comprend un morceau live intitulé Everything's Big, which features Here We Go Magic guitarist Michael Bloch along with musicians Tyler Wood (keyboards), Parker Kindred (drums) and Adam Chilenski (bass).

### Pigeons(2010)
Après plusieurs tournées qui font participer les membres Kristina Lieberson (claviers) et Jen Turner (basse), le groupe signe comme quintette au label Secretly Canadian en septembre 2009,,,. Ils tournent ensemble avec Grizzly Bear et The Walkmen. Leur deuxième album, Pigeons, est publié le 8 juin 2010. Le groupe écrit et enregistre l'album pendant plusieurs mois dans une maison à New York. Pigeons est produit par le bassiste Jen Turner et mixé par Victor Magro. 
Le premier single extrait de Pigeons, Collector, est nommé « meilleur nouveau morceau » par Pitchfork, le 18 mars 2010. Le groupe joue au festival SXSW en 2009 et encore une fois en mars 2010 et terminent leurs tournées nord-américaines avec White Rabbits et en Europe avec The New Pornographers. En été 2010, le groupe joue dans divers festivals comme le Primavera Sound, Bonnaroo, Pitchfork Festival, The Great Escape, Latitude Festival, Bestival, et le Glastonbury où Thom Yorke révélera qu'ils y étaient le groupe préféré du public. Ils tournent à la fin de l'année avec le groupe canadien Broken Social Scene.

### The January EP(2011)
Dans les mois qui mènent à The January EP, Here We Go Magic jouent quelques concerts en Amérique du Nord, notamment au Coachella et au Wilco's Solid Sound Festival. The January EP est produit par le bassiste du groupe, Jen Turner. Here We Go Magic enregistre les morceaux live sur une cassette analogique le même jour durant lequel ils enregistrent Pigeons. L'EP est félicité par la presse spécialisée. Slant Magazine le considère comme « un album synthy, rêveur... »

### A Different Ship(2012)
Après avoir assisté à une performance de Here We Go Magic à Glastonbury, le producteur de Radiohead, Nigel Godrich, demande à produire leur quatrième album. Le groupe accepte, et A Different Ship en ressort. L'album est bien accueilli par la presse. The New York Times note que A Different Ship « montre discrètement la virtuosité méticuleuse du groupe ; ses patterns sont joués et non programmés ». BBC Music aussi félicite l'album. En novembre 2012, Here We Go Magic effectu une autre tournée à commencer par le Brooklyn Bowl. Après la côte ouest, ils partent pour le Midwest au Midpoint Music Festival. Le 12 octobre, ils font participer le musicien Andrew Bird.

### Be Small(2015)
Après la sortie de A Different Ship en 2012, les membres de Here We Go Magic commencent à se replier des occasions qui leur sont présentées. Pendant leur pause, les membres restants Luke Temple et Michael Bloch enregistrent Be Small.

## Membres

### Membres actuels
- Luke Temple - chant, guitare
- Michael Bloch - guitare
- Jennifer Turner - basse

### Anciens membres
- Kristina Lieberson - claviers
- Peter Hale - batterie